# Kristallnaach

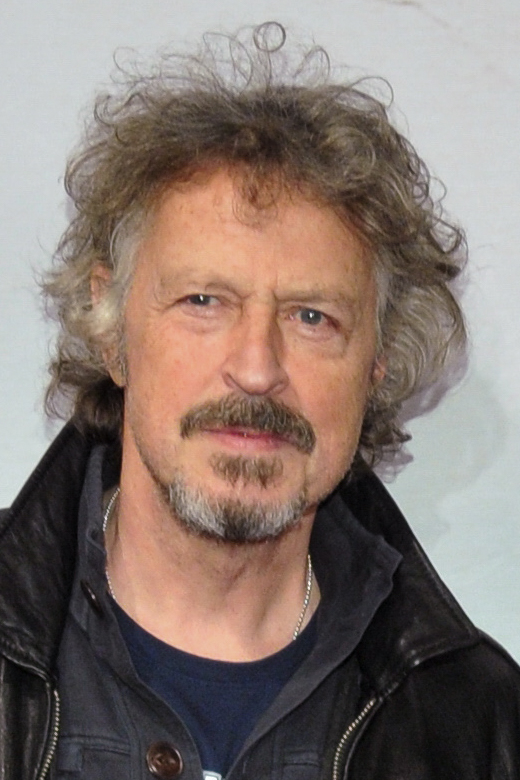
Texter und Sänger Wolfgang Niedecken, 2013

Kristallnaach (Kölsch für Kristallnacht) ist ein Kölschrock-Song der Kölner Band BAP. Er erschien 1982 auf dem Album Vun drinne noh drusse.
Das politische Lied war die einzige Singleauskopplung des Albums und erreichte Platz 25 der deutschen Charts. Es wurde seit seiner Veröffentlichung durchgehend auf den Tourneen der Band gespielt und ist nach Verdamp lang her der am häufigsten live gespielte BAP-Song.

## Entstehung und Hintergrund
Bereits im Sommer 1979 befasste sich Niedecken während einer Reise durch Griechenland, das sich erst kurz zuvor von der Militärdiktatur befreit hatte, mit einem politischen Text zum Thema Neofaschismus. Er wählte dafür das Thema der Pogromnacht. BAP standen in ihren frühen Jahren stark unter dem Einfluss des politischen Folksongs in der Tradition Bob Dylans.
Intention für das Stück war – vor dem Erstarken der politischen Rechten in Europa und der Diskussion über die Vergangenheitsbewältigung der NS-Zeit in der Bundesrepublik – ein Zeichen zu setzen. Insbesondere im zweiten Punkt sah die Band ein gewisses Restaurationsbestreben und eine daraus resultierende politische Gefahr.

## Musikalischer Aufbau
Das von BAP-Gitarrist „Major“ Heuser komponierte Stück ist so arrangiert, dass es sich musikalisch steigert. Es beginnt mit den tiefen Synthesizertönen H-E-Gis-A, die nach einem Durchlauf von den auf der E-Gitarre einmal angeschlagenen Akkorden des Stücks überlagert werden, worauf schließlich Niedeckens ruhiger Gesang einsetzt. Im weiteren Verlauf kommt dann das gesamte Rockinstrumentarium hinzu. Auch der Gesang wird eindringlicher. Zu Beginn der vierten Strophe imitiert das Schlagzeug in Anlehnung an den Text eine Marschtrommel. Schließlich erreicht der Song seinen Höhepunkt mit einem Gitarrensolo und klingt dann in der Marschtrommel langsam aus, bis diese zuletzt abrupt endet.

## Text
Niedecken verfasste einen sehr politischen, aber auch poetischen Text mit Verweisen auf Breughel, Hieronymus Bosch und Franz Kafka. Er setzte sprachlich auf sehr emotionale Bilder, untermalt von düsterer Musik. Die Bildsprache des Textes lässt Interpretationsraum zu. Heinrich Böll zeigte sich 1984 in dem Film Kölner Erinnerungen erstaunt über die Ausdruckskraft und die gedankliche Tiefe des Songtextes.
Der auf Kölsch verfasste Liedtext ist auf der bandeigenen Internetseite auch in hochdeutscher Übersetzung wiedergegeben. Das Stück hat keinen Refrain, lediglich das Wort „Kristallnaach“ wird in jeder der sechs Strophen wiederholt.
Niedecken siedelte den Text nicht in der Pogromnacht 1938, sondern in der Gegenwart an. Intention ist, auf eine Wiederholung der Ereignisse, begründet auf denselben Kausalketten wie in der NS-Zeit, aufmerksam zu machen. Die gesellschaftlichen Voraussetzungen und psychologischen Prozesse, die zur Pogromnacht führten, finden sich demnach auch in der Gegenwart wieder. Das Motiv der dritten Strophe (die hetzerischen Parolen, das Wegschauen der Öffentlichkeit bei Übergriffen und das Verbreiten rassistischer oder sexistischer Vorurteile in der Öffentlichkeit) wurde 1992 von Niedecken erneut aufgegriffen, als er für die Kölner Initiative gegen Rechts Arsch huh, Zäng ussenander den Text zum gleichnamigen Song beisteuerte.
Die Ambivalenz von kritischem Text und eingängiger Musik wurde rückblickend von Niedecken als irritierend empfunden: „Da singen alle mit, und keiner denkt darüber nach, wovon eigentlich die Rede ist. Aber ich kann das niemanden verübeln, denn die Leute kommen ja zum Konzert und nicht, um mit mir über die Judenpogrome nachzudenken.“
In seiner Dissertation führt der Journalist und Literaturwissenschaftler Ole Löding aus, dass den gesamten Liedtext neben dem Thema der politischen Aktivitäten im rechten Spektrum auch eine Kapitalismuskritik durchziehe, die gerade in den beiden letzten Strophen deutlich werde: Die Gefahr einer erneuten Faschisierung der Gesellschaft erwachse aus einer unterwürfig-aggressiven Persönlichkeitsstruktur der Deutschen. Das Lied parallelisiere die Novemberpogrome mit verschiedenen problematischen Aspekten der Gegenwart und erhebe jene so „zu einer Metapher für jede Art von unmenschlichem Verhalten“. Damit trage BAP zu einer Historisierung des Nationalsozialismus bei und verkürze die Ursachen der Pogrome.

## Weitere Versionen
2016 interpretierte Samy Deluxe in der Sendung Sing meinen Song – Das Tauschkonzert eine Rap-Version als Kristallnacht und konnte damit die deutschen Charts erreichen.
2017 wurde Kristallnacht auch von Niedecken in einer hochdeutschen Version aufgenommen. Mit dieser Aufnahme unterstützt er das Projekt Demotapes, bei dem Musiker und Filmemacher ein Zeichen für Demokratie setzen wollen.